# Міжнародні відносини Литви
Міжнародні відносини Литви — сукупність стосунків Литви з іншими державами світу і міжнародними організаціями.

## Особливості
Литовська держава представлена у багатьох міжнародних організаціях. У 1991 році Литва вступила до ООН і ОБСЄ, в 1993 році стала членом Ради Європи, згодом стала членом СОТ. Головна мета зовнішньої політики Литви — збереження дружніх відносин із сусідніми державами та інтеграція до європейських та євроатлантичних структур. Якщо з виконанням першого завдання виникають подекуди певні труднощі, особливо це стосується литовсько-російських та литовсько-білоруських відносин, то завдання євро- та євроатлантичної інтеграції Литви успішно виконані: 29 березня 2004 року Литва стала членом НАТО, а 1 травня 2004 року — членом ЄС (у 1998—2004 рр. Литва була асоційованим членом ЄС).
З-поміж цілої низки економічних і військово-політичних дивідендів, що їх отримала Литва від вступу до ЄС і НАТО, заслуговує на увагу прискорене перетворення Литви на туристичну державу. Цьому сприяє активна реклама туристичних можливостей країни інформаційно-туристичними центрами, створеними литовським Департаментом у справах туризму в Берліні, Москві, Гельсінкі, Варшаві, Барселоні тощо.

## Відносини з Росією
Щодо литовсько-російських відносин, то попри виведення в 1993 році останніх російських військових з території Литви, «дамокловим мечем» над ними нависає рішення литовського Сейму, яким уряд Литви зобов'язаний домагатися від Росії відшкодування збитків за радянську окупацію республіки. За підрахунками литовської міжвідомчої комісії, вони становлять 20 млрд дол. США. Щоправда, досі ця сума не узаконена Кабінетом міністрів Литви.
Попри фінансові претензії до Росії, остання разом з Німеччиною залишається провідним торговельним партнером Литви. Росія експортує до Литви переважно енергоносії — нафту й газ, продукцію машинобудування. Литва традиційно експортує до Росії продовольство і продукцію легкої промисловості. У цілому експорт литовських продуктів до Росії становить близько 14 % від загального експорту Литви. За роки незалежності, особливо після дефолту 1998 р. в Росії, Литва переорієнтувала свій експорт на Захід, однак нині ситуація почала змінюватися у зворотному напрямку. Щоб уникнути митних зборів і транспортних витрат, Литва досить активно створює на російській території філії своїх агрокомплексів. Інша перспективна галузь литовського експорту — просування на російський ринок сільського туризму, дуже популярного в Литві. Крім того, Росія зацікавлена у значному зростанні потоку вантажів, що надходять до країни через портові термінали Литви. Неабияку зацікавленість у використанні їх потужностей виявляє й Китай, що є одним із головних торговельних партнерів РФ.
Литва серед країн ЄС виділяється активною позицією у вирішенні проблем у відносинах з Росією. Тут вона взяла на себе ініціативу разом з Естонією, Польщею, Угорщиною, Чехією та Румунією. Влада Литви проявляє найбільшу активність у вирішенні проблемних питань у відносинах з Росією, особливо у сфері енергетики.
4 квітня 2022 року Литва на фоні повномасштабного вторгнення рф до України відкликала свого посла з росії і вислала главу російської дипмісії з Вільнюсу. 18 червня Литва запровадила обмеження на залізничний та автомобільний транзит підсанкційних товарів до Калінінградської області через свою територію, це торкнулося 40-50 % товарообігу між РФ та областю.

## Відносини з Білоруссю
На розвиток литовсько-білоруських добросусідських відносин значний вплив справляє несприйняття авторитарного режиму Лукашенка переважною більшістю литовського політикуму. Натомість в економічній сфері спостерігається значна позитивна динаміка: товарообіг Литви й Білорусі становить понад 700 млн дол. США на рік, що свідчить про зацікавленість Литви в розширенні економічних зв'язків з сусідньою Білоруссю, адже велика частка дохідної частини її бюджету формується за рахунок транзиту вантажів. Білоруські вантажі, зокрема, становлять 20 % усіх вантажів, що їх перевозить Литовська залізниця, і 25 % вантажів, що відправляються Білоруссю через Клайпедський морський порт у Литві.

## Відносини з Україною
Динамічно розвиваються литовсько-українські відносини, що регулюються Договором про дружбу і співробітництво від 8 лютого 1994 року. Під час Помаранчевої революції в Україні президент Литви В. Адамкус входив до групи міжнародних посередників і був одним з ініціаторів проведення «круглого столу» між владою і опозицією в Україні. Нині Литва є одним з активних прибічників вступу України до ЄС і НАТО. Надання такої підтримки Україні є складовою сучасної геополітичної доктрини Литви, одним з важливих елементів якої є сприяння інтеграції до Північноатлантичного альянсу інших пострадянських держав, передусім України, з тим, щоб не лише кордони держав Балтії були останнім форпостом НАТО на шляху потенційної російської загрози. Адже попри інтенсивний діалог Росія—НАТО офіційний Кремль залишається не лише противником подальшого розширення Альянсу на схід, а й подекуди активно застосовує політичні й економічні важелі для здійснення тиску на Балтійські держави.